# Jakucs László Nemzetközi Földrajzverseny
A Jakucs László Nemzetközi Földrajzverseny Magyarország egyik legrangosabb földrajzversenye. A megmérettetésen 2 fős középiskolás diákcsapatok mérhetik össze a tudásukat földrajzból.  A verseny döntőjét a Szegedi Tudományegyetem TTIK Geoinformatikai, Természet- és Környezetföldrajzi Tanszéken rendezik meg Szegeden a 2011-2012-es tanév óta. A verseny névadója Jakucs László a tanszék egykori professzora, a nemzetközileg elismert karsztkutató . A verseny szakmai vezetője Dr. Szilassi Péter egyetemi docens.

## A verseny

#### Nevezés
A versenyre a Kárpát-medence bármely középiskolájából történhet nevezés, amelyet elektronikusan szükséges beadni az egyetem Modulo felületén. A 2020-as kiírástól egy iskola maximum 5 db 2 fős csapatot indíthat a versenyen, amelyek 9-12 évfolyamos tanulókból állhat. A nevezéskor szükséges csapatnevet is megjelölni.

#### Iskolai forduló
Az tanulmányi verseny első fordulója 100 pontból áll és februárban a középiskolákban írják meg a résztvevő diákok. A X. versenykiírás során a COVID-19 járványhelyzet miatt a versenyzők otthonról, online formában töltötték ki az első forduló feladatlapját az SZTE Közoktatási Coospace rendszerében. A verseny hagyományosan a földünk és környezetünk tantárgy kerettantervéhez igazodik, de minden évben megjelölnek egy témakört, amely nem kapcsolódik a középiskolai követelményekhez. 
A X. kiírás óta az iskolai fordulót online rendezik meg, szaktanári felügyelet biztosítása mellett.
A 2022-től az iskolai forduló előtt egy online megnyitó keretében köszönti a egyetemi vezetése a versenyzőket és a felkészítő tanárokat.
A legjobb 20-30 csapat jut be a Szegeden megrendezésre kerülő középdöntőbe és döntőbe.

#### Középdöntő és döntő
A középdöntőt a verseny kezdete óta a Szegedi Tudományegyetem Természeti Földrajzi és Geoinformatikai Tanszékén rendezik április eleji pénteki és szombati napon, a versenyzők és felkészítő tanáraik számára biztosított teljes ellátással.
A középdöntőben újrakezdődik a csapatok közötti verseny, ahol ismét egy100 pontos tesztet töltenek ki. A pénteki középdöntő alatt a felkészítő tanárok egy szakmai beszélgetéssel egybekötött borkóstolón vehetnek részt, majd a teszt kitöltése után különféle előadásokon és interaktív kísérőprogamokon is részt vehetnek a versenyzők és kísérőik. 
Másnap reggel, szombaton kihirdetik az előző napi eredményeket, ahonnan a legjobb 8 csapat jut be a döntőbe, az esetleges 8. helyi holtversenyeken szétlövéssel választják ki a bejutókat.
A középdöntő eredményhirdetése után  a verseny kétfelé válik: a kiesett csapatok és felkészítőik városnézésen vehetnek részt, vagy különféle versenyeken nyerhetnek értékes nyereményeket. A 8 döntős csapat egy laborgyakorlattal kezd, ahol különféle földrajzi és talajtani kísérleteket kell adott idő alatt elvégezniük és kiértékelniük. Ezután egy fiktív térképen kell tájékozódniuk, és megoldani a térképészeti feladatokat. Az ebédszünetet követően a csapatoknak a kiemelt témához kapcsolódó előadást kell elkészíteniük 30 perc alatt a megjelölt felkészítő anyagokból (térképek, műholdképek, ábrák) majd előadniuk a zsűri és a többi középdöntős csapat előtt. Végül megtudják a teszt, labor, térképészet és prezentáció súlyozott pontszámát, amin már csak az utolsó feladattal, egy izgalmas nyomógombos kvízjátékkal módosíthatnak. A 100 kérdésből álló játék a közönség előtt zajlik igen jó hangulatban, annak ellenére, hogy mekkora a tét. Ezt követi egy rövid szünet, majd sor kerül az ünnepélyes eredményhirdetésre. A győztes csapat tagjai és felkészítő tanáruk egy-egy Bertalan Tamás által tervezett Jakucs László-emlékplakettet vehetnek át, az első 5 helyezett (2017-ig 1-2; 2018-2021 1-3. helyezett) pedig részt vehet az egyetem által szervezett tanulmányi úton.
A IX. versenykiírás során a  tanulmányi verseny történetében először elhalasztották a középdöntőt és a döntőt a koronavírus-járvány miatt, így azok a hagyományos áprilisi időpont helyett 2020. november 6-7-én kerültek megrendezésre online. X. Jakucs versenyt a járványügyi szabályok miatt szintén a CooSpace felhasználásával szervezték meg, majd 2022-től a verseny visszatért a hagyományos rendezésre.   

## Képek a versenyről

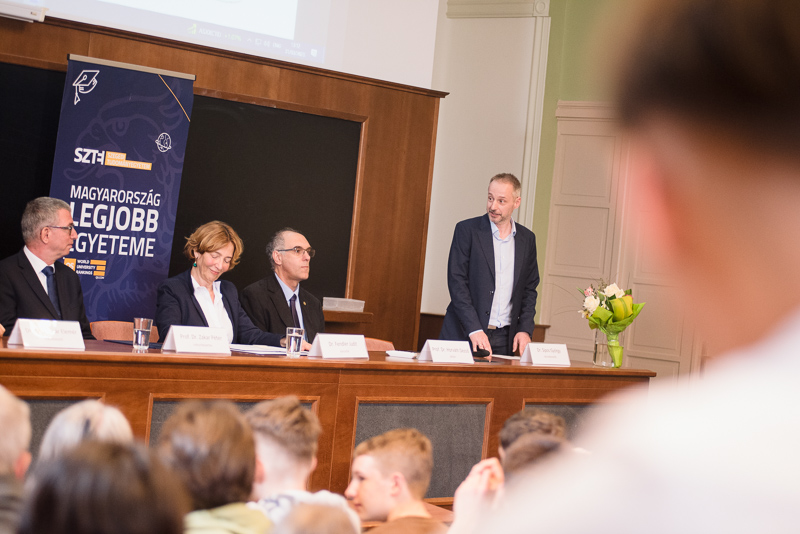
Megnyitó

## Korábbi eredmények
| Verseny | Év   | Győztes csapat         | Iskola                                       | Forrás |
| ------- | ---- | ---------------------- | -------------------------------------------- | ------ |
| 1.      | 2012 | TETA                   | Bonyhádi Petőfi Sándor Evangélikus Gimnázium | [ 8 ]  |
| 2.      | 2013 | Csillagvizsgáló        | Szegedi Radnóti Miklós Kísérleti Gimnázium   | [ 9 ]  |
| 3.      | 2014 | RMG-1                  | Szegedi Radnóti Miklós Kísérleti Gimnázium   | [ 10 ] |
| 4.      | 2015 | MORMOTÁK               | Kaposvári Munkácsy Mihály Gimnázium          | [ 11 ] |
| 5.      | 2016 | Hobbitok               | Bonyhádi Petőfi Sándor Evangélikus Gimnázium | [ 12 ] |
| 6.      | 2017 | Zarkó és Botulitisz    | Bonyhádi Petőfi Sándor Evangélikus Gimnázium | [ 13 ] |
| 7.      | 2018 | Botulitisz és Zarkó    | Bonyhádi Petőfi Sándor Evangélikus Gimnázium | [ 14 ] |
| 8.      | 2019 | LB                     | Bonyhádi Petőfi Sándor Evangélikus Gimnázium | [ 15 ] |
| 9.      | 2020 | ÁÁÁ-KOSOK              | Lehel Vezér Gimnázium, Jászberény            | [ 16 ] |
| 10.     | 2021 | F1                     | Lehel Vezér Gimnázium, Jászberény            | [ 17 ] |
| 11.     | 2022 | Vatnajökull            | Fazkas Mihály Gimnázium (Debrecen)           | [ 18 ] |
| 12.     | 2023 | Iszmoilí Szomoní-csúcs | Fazekas Mihály Gimnázium (Budapest)          |        |

## A verseny honlapja
- https://geosci.u-szeged.hu/gisgeo/xiii-jakucs-verseny/versenyfelhivas